# Calonne-sur-la-Lys
Calonne-sur-la-Lys ist eine französische Gemeinde mit 1.578 Einwohnern (Stand: 1. Januar 2022) im Département Pas-de-Calais in der Region Hauts-de-France. Sie gehört zum Arrondissement Béthune und zum Kanton Lillers. Die Einwohner werden Calonnois genannt.

## Geographie
Die Gemeinde Calonne-sur-la-Lys liegt etwa zehn Kilometer nördlich von Béthune an der Grenze zum Département Nord. Die Leie (frz. Lys), in die hier die Clarence mündet, begrenzt die Gemeinde im Norden. Umgeben wird Calonne-sur-la-Lys von den Nachbargemeinden Merville im Norden, Lestrem im Osten, Hinges im Südosten und Süden, Mont-Bernanchon im Süden, Robecq im Südwesten sowie Saint-Floris im Westen. Der Südwesten des Flughafens Merville-Calonne liegt in der Gemeinde Calonne-sur-la-Lys.

## Bevölkerungsentwicklung
| Jahr                       | 1962 | 1968 | 1975 | 1982 | 1990 | 1999 | 2006 | 2012 | 2022 |
| Einwohner                  | 1214 | 1193 | 1134 | 1366 | 1493 | 1508 | 1583 | 1622 | 1578 |
| Quellen: Cassini und INSEE |      |      |      |      |      |      |      |      |      |

## Sehenswürdigkeiten

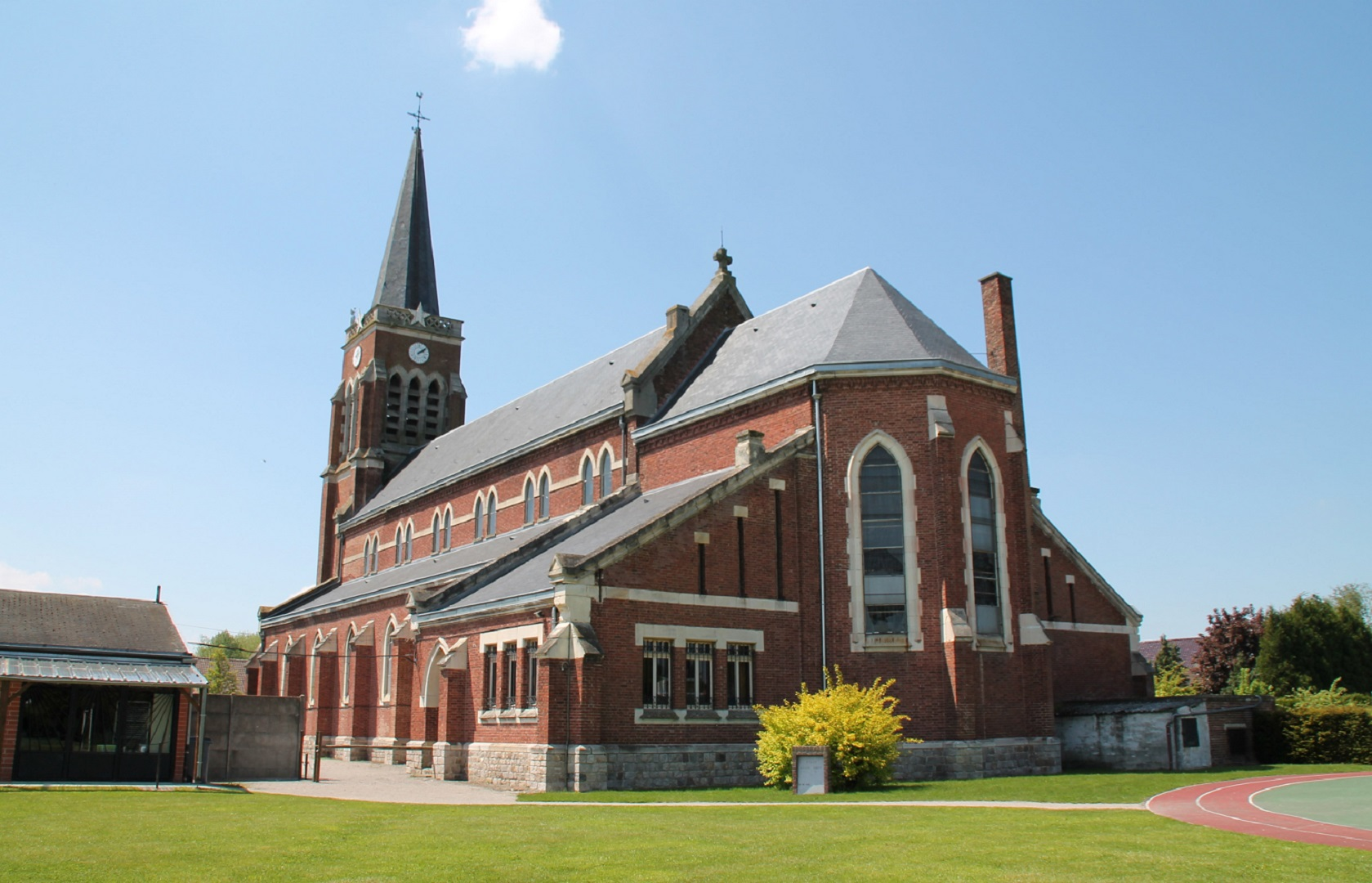
Kirche Saint-Omer
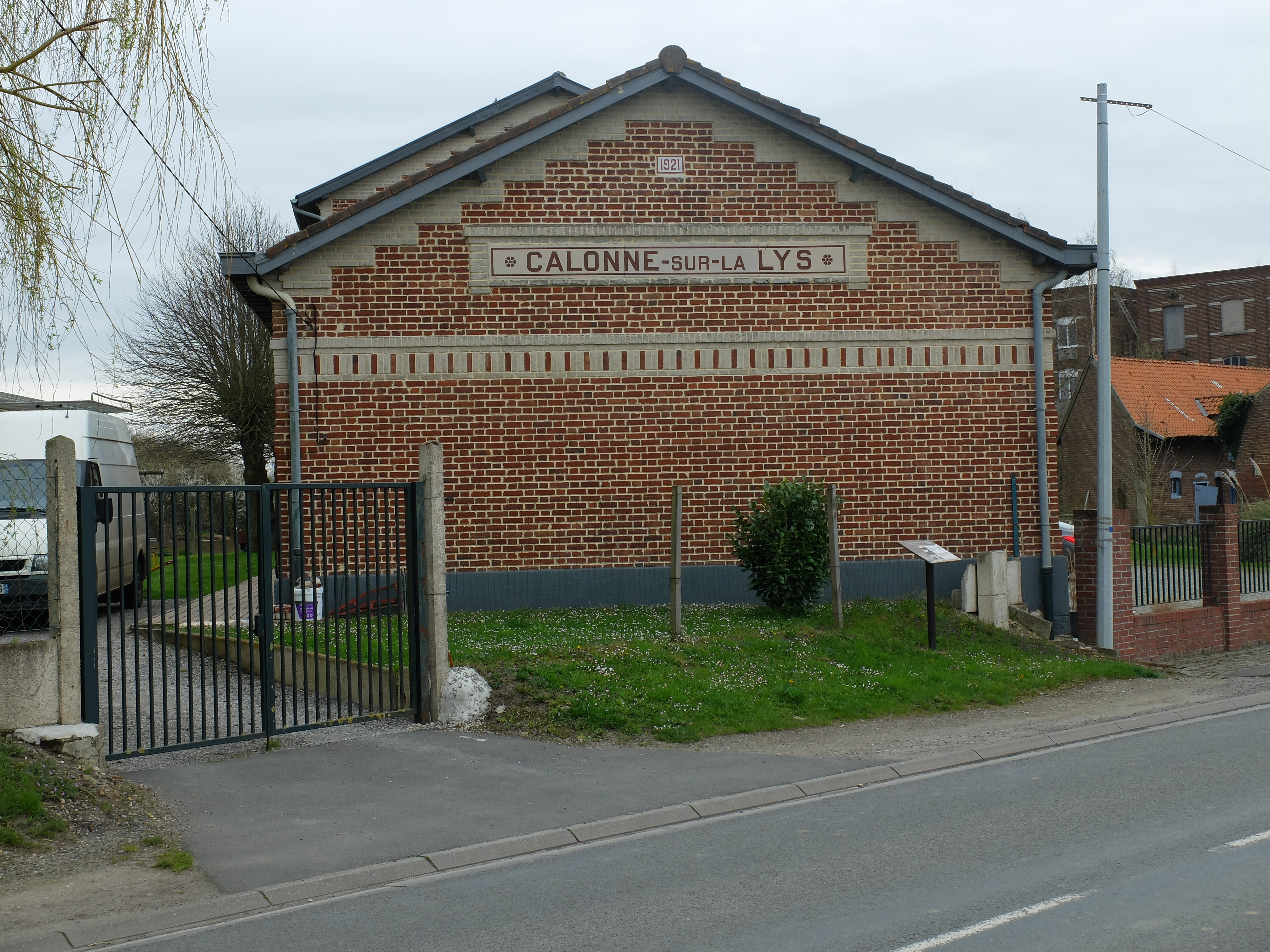
Ehemaliger Bahnhof
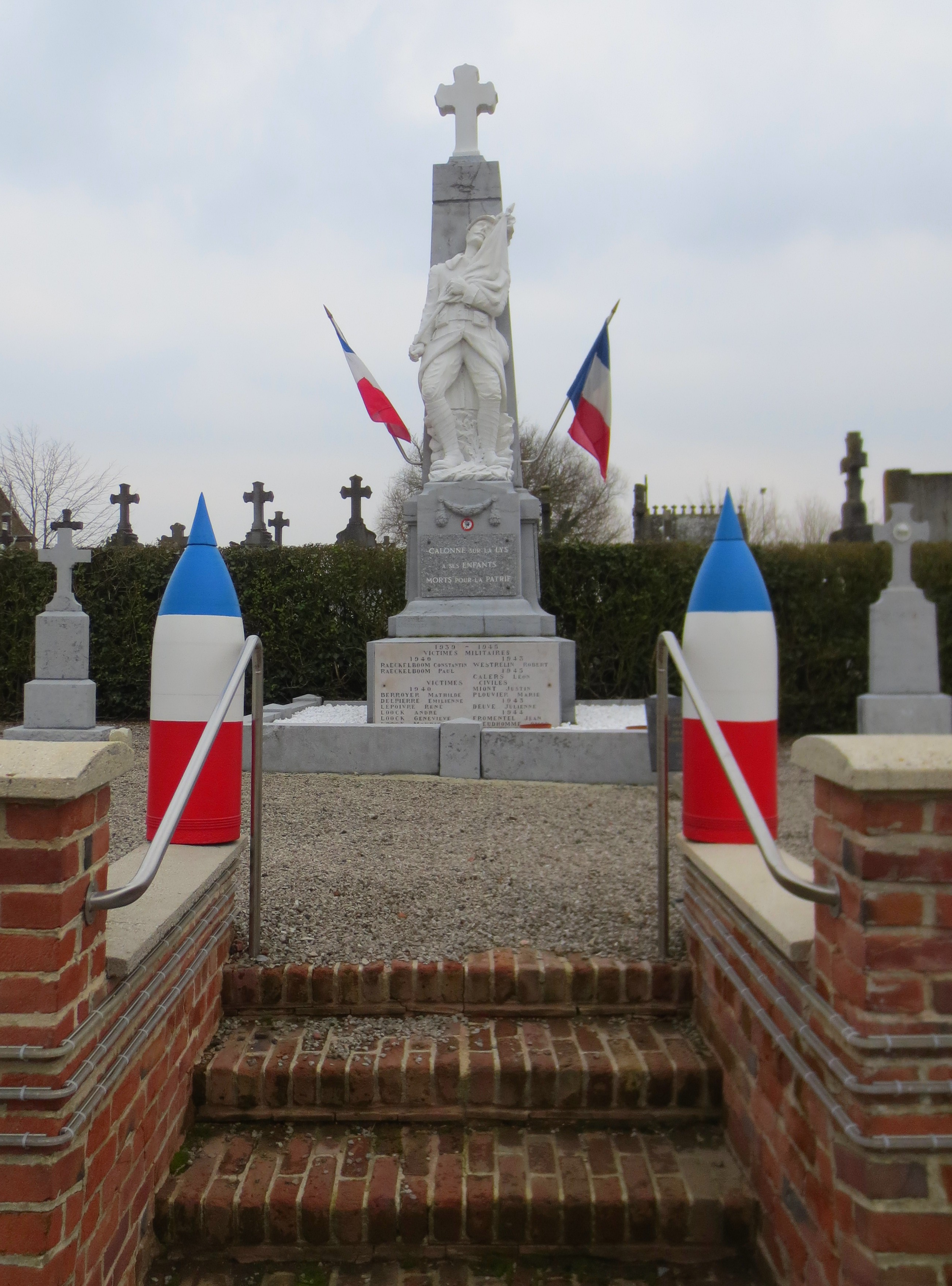
Gefallenendenkmal

- Kirche Saint-Omer
- Ehemaliger Bahnhof
- Gefallenendenkmal

## Gemeindepartnerschaft
Mit der britischen Gemeinde Northiam in East Sussex besteht seit 1995 eine Partnerschaft.

## Persönlichkeiten
- Robert Gaguin (1433/1434–1501), Humanist, Historiker